# كليف تايلور
كليف تايلور (بالإنجليزية: Cliff Taylor)‏ هو لاعب كرة قدم أمريكية أمريكي، ولد في 10 مايو 1952 في ممفيس في الولايات المتحدة.

## وصلات خارجية
- كليف تايلور على موقع مرجع كرة القدم المحترفة.كوم (الإنجليزية)